# Вбивство Джанні Версаче: Американська історія злочинів
Вбивство Джанні Версаче: Американська історія злочинів (англ. The Assassination of Gianni Versace: American Crime Story) — другий сезон телесеріалу канал FX «Американська історія злочинів». Прем'єра другого сезону відбулася 17 січня 2018 року та складалася з 9 епізодів. Цей сезон досліджує вбивство дизайнера Джанні Версаче серійним вбивцею Ендрю Кьюнененом. Він заснований на книзі Марін Орт (англ. Maureen Orth) «Вульгарні послуги: Ендрю Кьюненен, Джанні Версаче та найневдаліша поліцейська засідка у історії США».

## У ролях
- Едгар Рамірес — Джанні Версаче
- Даррен Крісс — Ендрю Кьюненен
- Рікі Мартін — Антоніо Д'Аміко
- Пенелопа Крус — Донателла Версаче
- Фінн Віттрок — Джеффрі Трейл